# Système des dépouilles
 (décembre 2016).
Si vous disposez d'ouvrages ou d'articles de référence ou si vous connaissez des sites web de qualité traitant du thème abordé ici, merci de compléter l'article en donnant les références utiles à sa vérifiabilité et en les liant à la section « Notes et références ».

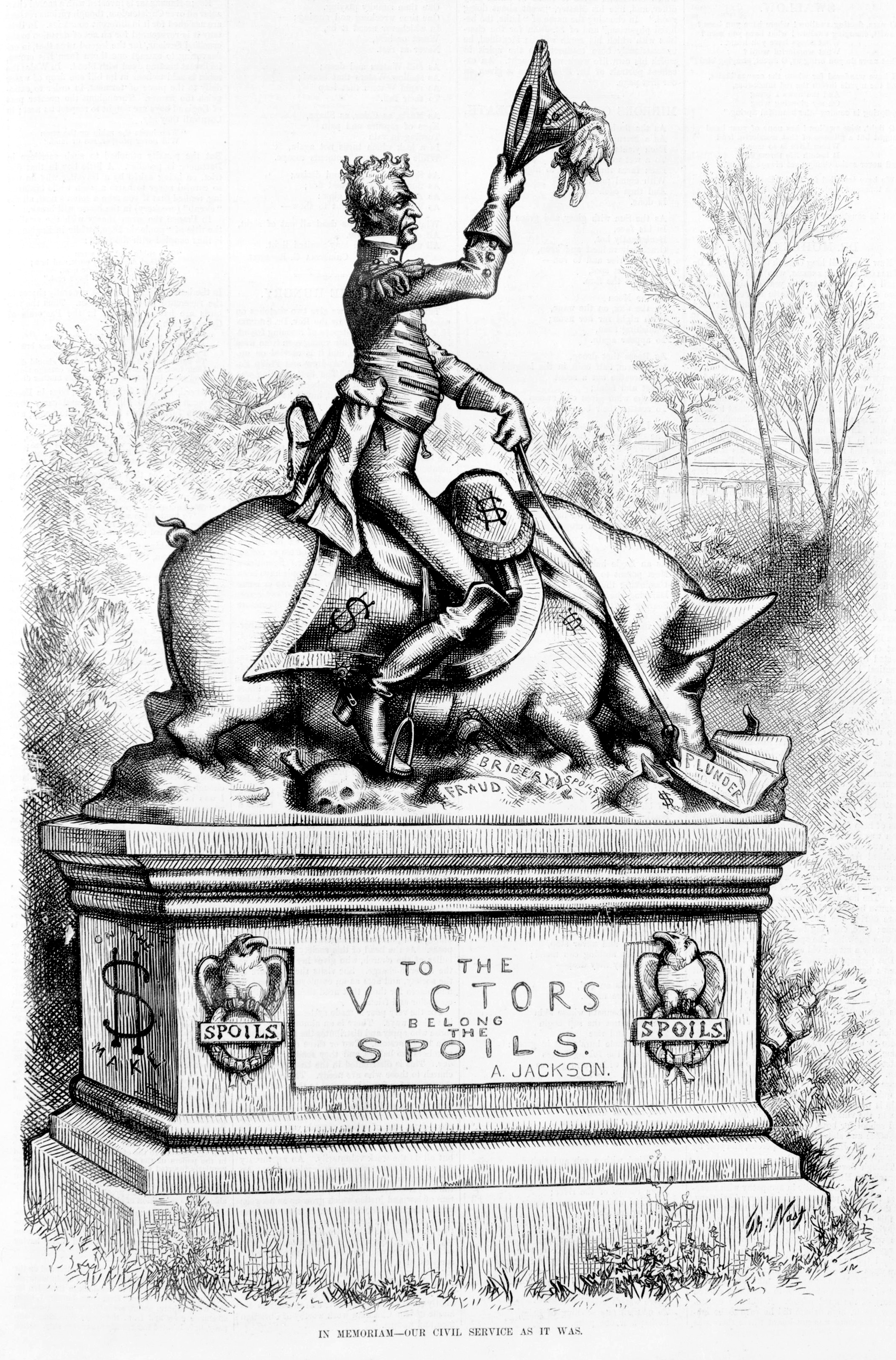
In memoriam--our civil service as it was, dessin de presse de Thomas Nast dans le Harper's Weekly du 28 avril 1877, montrant la statue d’Andrew Jackson sur un cochon se nourrissant de « pillage » sur la « fraude », la « corruption » et le « butin ».

Le système des dépouilles (spoils system) est un principe selon lequel un nouveau gouvernement, devant pouvoir compter sur la loyauté partisane des fonctionnaires, substitue des fidèles à ceux qui sont en place. Il est mis en place aux États-Unis sous la présidence d'Andrew Jackson (1829–1837) qui, après son élection, remplace la quasi-totalité des membres de l’administration fédérale. Il considère en effet que le peuple donne mandat au gagnant pour choisir les fonctionnaires dans ses rangs. De plus, il croit que le service public ne doit pas être réservé à une élite mais accessible à tous.
L'apogée du système se situe des années 1850 jusqu'au milieu des années 1880, date à laquelle le Pendleton Civil Service Act (1883) rationalise la fonction publique fédérale.

## Histoire
Le système des dépouilles existait déjà dans les colonies britanniques. Cependant, George Washington instaure, pour l'administration fédérale, le principe du choix du plus compétent. Ce n'est que sous la présidence d'Andrew Jackson (1829–1837) que le système des dépouilles est instauré, puis renforcé par son successeur Martin Van Buren (1837–1841). Jackson défend les intérêts des fermiers et des pionniers. Il veut soustraire l'administration fédérale aux industriels et à la bourgeoisie de Nouvelle-Angleterre. Hostile au développement de la bureaucratie, il pense limiter celle-ci en changeant régulièrement le personnel fédéral. Enfin, il peut ainsi punir ses adversaires politiques.
Conçu à l'origine pour améliorer la démocratie américaine, ce système va finir par mener l'administration à l'incompétence et à la corruption. De nombreux postes sont en effet attribués à de généreux souscripteurs ayant contribué à la victoire du candidat ou à des militants dévoués. Les postes attribués deviennent des sources de bénéfices pour leurs titulaires. Les scandales se multiplient. Le président Rutherford B. Hayes est obligé de renvoyer, en 1878, Chester A. Arthur, alors directeur de la recette des douanes du port de New York, où une partie des taxes disparaissait chaque année dans les poches des douaniers et de leur directeur. C'est paradoxalement le même Chester Arthur, devenu président (étant vice-président, il remplace James A. Garfield assassiné en 1881) qui fait voter, en 1883, la loi Pendleton fixant une liste d'emplois dont les titulaires sont désignés par une commission indépendante en fonction de leurs capacités. On assiste à la formation d'un corps de fonctionnaires fédéraux.
En 1884, Grover Cleveland est élu sur le thème d'un gouvernement intègre (good government). Il s'engage à lutter contre la corruption encore très présente. Bien que la pression des membres de son parti le Parti démocrate, empêche le nouveau président de remplir entièrement ses promesses, Cleveland ne place dans la fonction publique que des démocrates honnêtes et porte à 27 000 le nombre de postes échappant au système des dépouilles. À la fin du siècle, la moitié des postes de fonctionnaires fédéraux sont contrôlés par la Civil Service Commission. L'administration devient plus honnête et efficace.
La loi Hatch de 1939 met fin à un système moribond en interdisant aux fonctionnaires fédéraux d'avoir en même temps une activité politique. Au niveau des États, des comtés et des municipalités, le système des dépouilles a survécu plus longtemps mais a peu à peu disparu au cours du XXe siècle.
En 2017, le remplacement des fonctionnaires les plus haut placés est toutefois toujours de règle, il est même institutionnalisé par le Pre-Election Presidential Transition Act (en) de 2010, et le Presidential Transitions Improvements Act (en) de 2015.
Ainsi, lors de la transition entre Barack Obama et Donald Trump, 4 100 nouveaux membres de l’administration sont nommés par le nouveau président ; 1 200 d’entre eux, qui occupent des postes à haute responsabilité (les ministres, leurs adjoints, les dirigeants des principales agences gouvernementales et les ambassadeurs), sont d’abord auditionnés par le Sénat.

## En France
En France, la fonction publique a pour tradition sa loyauté au pouvoir élu, quel qu’il soit. Certaines personnalités politiques proposent toutefois un remplacement systématique des directeurs d’administration lors d’une alternance politique,,,.
Dans l'année suivant son élection, le président François Mitterrand remplace 50 des 400 directeurs d'administration centrale, et ce rarement pour des raisons politiques.
L'accession d'Emmanuel Macron à la présidence en 2017 tend à mettre en place un système se rapprochant de la version américaine en France en réduisant le nombre de conseillers au sein des ministères. Cela pousse ainsi ces derniers à plus se reposer sur les hauts fonctionnaires, qui doivent donc être fidèles à la politique gouvernementale. Si ces derniers démontrent des réticences à l'appliquer, ils pourraient être remplacés. Entre 150 et 180 hauts fonctionnaires seraient concernés.